# Клейнмихель, Андрей Андреевич
Андрей Андреевич Клейнмихель (1757 — 5 сентября 1815) — генерал-лейтенант из рода Клейнмихелей. Директор Второго кадетского корпуса, шеф Дворянского полка. Отец графа П. А. Клейнмихеля.

## Биография
Родился в 1757 году в немецкой семье рижского пастора. 3 ноября 1775 года поступил на службу в Киевский мушкетёрский полк капралом и в следующем году был произведён в подпрапорщики, а в 1779 году в прапорщики. За это время находился в походах в 1778—1779 гг. в Польше, а в 1783 году — в Крыму.
Затем он был командирован в Гатчинские войска, а 18 декабря 1784 года переведён в артиллерийский и инженерный шляхетный кадетский корпус с переименованием артиллерии подпоручиком.
6 марта 1789 года Клейнмихель был назначен адъютантом в штаб генерал-поручика Меллисино, но уже в следующем 1790 году вернулся в корпус и с этого времени уже не оставлял его, будучи 1 октября 1799 года назначен его директором, причём 21 декабря 1797 года был произведён в полковники и 28 января 1799 года — в генерал-майоры.
Пройдя суровую служебную школу в строю, Клейнмихель больше всего обращал внимание на внешний порядок и поддержание дисциплины в корпусе, а также на фронтовое обучение кадет. В том же 1800 году директором корпуса, переименованного 10 марта во 2-й кадетский, был назначен граф В. А. Зубов, причём Клейнмихель остался под его начальством в той же должности. Такое странное явление можно объяснить лишь тем, что назначение заслуженного безногого боевого генерала графа В. А. Зубова являлось лишь актом особого внимания императора Александра I к корпусу. И действительно, Клейнмихель фактически продолжал управлять корпусом, а по кончине Зубова в 1804 году остался единоличным его начальником.
Наружность Клейнмихеля была очень примечательна и на многих наводила даже страх. Высокого роста, толстый, он имел серьёзное лицо, с крупными чертами и отвисшим подбородком. «Фронтовик» по преимуществу, он памятен также как составитель первой печатной «рекрутской школы», которую кадеты должны были учить наизусть.
В 1807 году под непосредственным руководством Клейнмихеля при 2-м кадетском корпусе образовалось новое военно-учебное заведение — Волонтёрский корпус, принявший затем наименование Дворянского полка. Время управления Клейнмихелем Дворянским полком, по словам М. И. Семевского, является: «самым суровым, самым мрачным периодом жизни полка».
10 марта 1812 года был произведён в генерал-лейтенанты.
В сентябре 1812 года Клейнмихель был командирован, по Высочайшему повелению, в Ярославскую губернию, где он сформировал шесть ополченческих пехотных полков, которые во время пребывания армии в Тарутинском лагере поступили на её укомплектование. Затем Клейнмихель командовал резервными батальонами, с которыми впоследствии обложил крепость Модлин, и возвратился в Санкт-Петербург лишь в сентябре 1814 года.
13 декабря того же года был назначен директором Инспекторского департамента Главного штаба с оставлением в прежних должностях.
В июне 1815 года, при возобновлении военных действий против Наполеона, Клейнмихель был командирован в Варшаву и 25 июня назначен начальником главного штаба 2-й резервной армии с оставлением в должности директора корпуса, но вернуться в него Клейнмихелю было не суждено: 5 сентября Андрей Андреевич Клейнмихель умер в местечке Книшин под Белостоком (исключён из генеральских списков 6 ноября 1815 года).

## Награды
- Орден Святого Владимира 4-й степени (7 октября 1796)[2]
- Орден Святой Анны 2-й степени[3]
- Орден Святого Иоанна Иерусалимского почётный командорский крест (18 февраля 1801)[4]
- Орден Святой Анны 1-й степени (22 мая 1803)[5]; алмазные знаки к ордену (1813)
- Орден Святого Георгия 4-й степени за 25 лет беспорочной выслуги в офицерских чинах (26 ноября 1804[6], № 1555 по кавалерскому списку Григоровича — Степанова).
- Орден Святого Владимира 3-й степени (10 ноября 1807)[7]
- Орден Святого Владимира 2-й степени (31 августа 1809)[8]
- Орден Святого Александра Невского (1814)[9]

- Орден Красного орла (1809, королевство Пруссия)[10][11]

## Семья
Был женат на Софье Францевне Ришар. Дети:
- Варвара Андреевна — замужем за капитаном Александром Гавриловичем Огарёвым
- Пётр Андреевич (1793-1869) — граф (с 1839), генерал от инфантерии и главноуправляющий путями сообщения при Николае I
- Елизавета Андреевна (1795-1842) — замужем за генерал-майором Ясоном Семёновичем Храповицким
- Анастасия Андреевна — замужем за сенатором П. П. Свиньиным